# Edifici escolar (Sant Jordi Desvalls)
L'Edifici escolar és una obra de Sant Jordi Desvalls (Gironès) inclosa a l'Inventari del Patrimoni Arquitectònic de Catalunya.

## Descripció
És un edifici aïllat, de planta rectangular, amb planta baixa i pis. Presenta tres cossos, un central més massís i dues ales laterals que per la seva morfologia donen sensació de més lleugeresa. Coberta a dues vessants a les ales i amb teulat pla al cos central. Juga amb dos tipus d'obertures, allindades i de mig punt, amb les quals va creant grans finestrals, ja que es tracta d'un edifici on l'entrada de llum és molt important. El cos central té balcons al pis i acaba en un frontó triangular tripartit, superposat al mur, com a decoració de la part més alta.
Les dues ales presenten balustrada a la terrassa, una d'elles coberta posteriorment. A la planta baixa totes dues tenen tres arcades de mig punt sostingudes per parelles de columnes jòniques.

## Història
A principis de segle XX hi havia dues escoles públiques elementals i dues de privades. Però el poble necessitava un edifici escolar que satisfés les mancances d'espai de les existents. En junta de 20 de gener de 1924 es proposà l'enderrocament de l'antic hospital per aprofitar la pedra. El 7 d'octubre de 1924 el vicari General del bisbat de Girona autoritzà l'enderrocament. En sessió municipal del 20 de juny de 1928 són estudiats i posats a examen els plànols i pressupost de les escoles, confeccionats per l'arquitecte d. Emili Blanch. Aquest projecte anirà millorant amb el temps fins a la seva construcció. El 6 de maig de 1932 es pren l'acord d'ubicar les escoles en uns terrenys situats a l'entrada del poble. El 24 d'abril de 1934 les escoles són inaugurades pel senyor Puig Pujades.